# Fabio Zuffanti
Fabio Zuffanti (Genova, 5 giugno 1968) è uno scrittore e musicista italiano. È noto soprattutto per il suo contributo al panorama del rock progressivo italiano e per la sua attività di critico musicale e di scrittore. Con una carriera che abbraccia tre decenni, Zuffanti ha pubblicato oltre 40 album, come solista e all'interno di una serie di gruppi. Attivo anche in ambito letterario e giornalistico, ha realizzato articoli, saggi, biografie e romanzi.  Studioso del percorso artistico e umano di Franco Battiato, ha dedicato al musicista siciliano una tetralogia di volumi pubblicati tra il 2018 e il 2025.

## Biografia
Fabio Zuffanti nasce a Genova, nel quartiere operaio di Cornigliano, da genitori di origine siciliana. Sin da piccolo matura una passione per la musica e la scrittura. Dopo diverse esperienze in band scolastiche inizia la sua carriera di musicista professionista nel 1993, anno in cui fonda (con Stefano Marelli e Boris Valle) i Finisterre, gruppo di rock progressivo con cui realizza cinque album tra il 1994 e il 2019 e suona in Italia, Francia, Belgio, Spagna, Stati Uniti e Messico.
Parallelamente fonda gli Höstsonaten (progetto tra rock progressivo, musica classica, jazz e folk) che, tra il 1996 e il 2016, pubblica otto album in studio.
Nel 2000, in collaborazione con la regista teatrale inglese Victoria Heward, compone e mette in scena il musical Merlin - The Rock Opera.
Nel 2001 fonda La Maschera Di Cera, band di rock progressivo italiano vintage. Tra il 2002 e il 2020 la band pubblica sei album in studio, due dei quali (LuxAde e Petali di Fuoco) prodotti da Franz Di Cioccio. La Maschera di Cera si esibisce in diverse nazioni e partecipa a festival quali NEARfest e Progday.
Nel 2002 forma laZona, progetto postrock che nel 2003 pubblica l'album Le notti difficili.
Nel 2005, con la cantante Simona Angioloni, fonda Aries e incide due album, tra rock progressivo, folk, dark ed elettronica.
Tra il 2007 e il 2024 pubblica sei album e due EP solisti tra cantautorato, progressive rock, pop ed elettronica.
Sempre nel 2007 fonda Buc-ur, progetto minimal-techno che pubblica, nello stesso anno, l'EP Beol.
Nel 2008 nascono I Rohmer, il cui nome è un omaggio al cineasta francese Éric Rohmer. Nello stesso anno viene pubblicato l'album Rohmer.
Dal 2012 porta avanti una attività letteraria e giornalistica pubblicando saggi musicali, raccolte di poesie, racconti e romanzi e scrivendo per testate quali La Stampa, Rolling Stone Italia, Ondarock e Rockol. Studioso del percorso artistico e umano di Franco Battiato, dedica al musicista siciliano una tetralogia di saggi e biografie pubblicate tra il 2018 e il 2025: Battiato - La voce del padrone: 1945-1982, nascita, ascesa e consacrazione del fenomeno, Franco Battiato - Tutti i dischi e le canzoni, dal 1965 al 2019 , Segnali di vita, la biografia de La voce del padrone di Franco Battiato e Sacre Sinfonie - Battiato: Tutta la storia
Sempre nel 2012 fonda L'ombra della sera e incide l'album omonimo contenente una serie di cover rivisitate di sigle di sceneggiati del mistero anni '70.
Nel 2013 pubblica Boris Valle & Fabio Zuffanti, album di ambient music realizzato in coppia con il tastierista dei Finisterre.
Nel 2015 forma con Stefano Agnini (La coscienza di Zeno) il progetto La curva Di Lesmo e pubblica il disco omonimo, tra prog italiano, elettronica vintage, b-movies soundtracks, cantautorato e pop. L'album ospita tutta una serie di artisti tra i quali Beatrice Antolini, Max Manfredi e Jenny Sorrenti e una copertina firmata da Guido Crepax.
Nel 2016 entra a far parte del progetto Christadoro che nel 2017 pubblica l'album omonimo contenente una serie di cover rivisitate di Giorgio Gaber, Claudio Baglioni, Antonello Venditti, Franco Battiato, Enrico Ruggeri, Lucio Dalla, Roberto Vecchioni.
Nel 2019 incide con lo scrittore Antonio Moresco Camminare da solo, di notte, nel quale lo scrittore narra un suo racconto inedito con il commento sonoro di Zuffanti, tra prog elettronico, atmosfere cinematiche e notturne. Il lavoro funge da colonna sonora dello spettacolo teatrale itinerante “L'Uomo che cammina”, interpretato dallo stesso Moresco e messo in scena da DOM-, con la regia di Leonardo Delogu e Valerio Sirna.
Nel 2022 esce l'autobiografia di Angelo Branduardi, Confessioni di un malandrino, curata da Zuffanti. Sempre nel 2022 inizia una collaborazione con l'ente Palazzo ducale di Genova per una serie di incontri divulgativi sulla musica denominati "Visioni a 33 giri". Collabora anche con Treccani Edulia per corsi online sul mestiere di critico musicale.
Nel dicembre 2024 esce il nuovo album solista Hjarta, disponibile unicamente in digitale nel sito Bandcamp di Zuffanti
Nel tempo Fabio Zuffanti ha lavorato in qualità di produttore artistico, autore di musica per sonorizzazioni e pubblicità, conduttore di trasmissioni in radio e tv private e organizzatore del festival annuale Z-Fest. Ha inoltre realizzato due reading inediti con lo scrittore Tommaso Labranca e collaborato con il collettivo Wu Ming per la colonna sonora del libro Manituana.

## Opere
- 2012 - O casta musica (Saggio, Vololibero)[30]
- 2014 - Ma che musica suoni? - Diario tra prog e vita (Saggio, Zona)[31]
- 2016. Prog Rock, 101 dischi dal 1967 al 1980 (con Riccardo Storti) (Saggio, Arcana)[32]
- 2016 - Il giorno sottile (Visioni 1992-2015) (Raccolta di poesie, Mora)
- 2017 - Storie notturne (Raccolta di racconti, Ensemble)[33]
- 2018 - Battiato - La voce del padrone: 1945-1982, nascita, ascesa e consacrazione del fenomeno (Saggio, Arcana)[34]
- 2019 - Amori elusivi (Raccolta di racconti, Les Flâneurs)[35]
- 2020 - Franco Battiato: tutti i dischi e tutte le canzoni, dal 1965 al 2019 (Saggio, Arcana)[36]
- 2021 - Se ci sei (Romanzo, Alter Erebus)
- 2021 - Segnali di vita, la biografia de La Voce Del Padrone di Franco Battiato (Saggio, Baldini+Castoldi)[37]
- 2022 - Confessioni di un malandrino (con Angelo Branduardi) (Autobiografia, Baldini+Castoldi)[38]
- 2025 - Sacre sinfonie - Battiato: Tutta la storia (Biografia, Il Castello Editore)

## Discografia

### Fabio Zuffanti
- 2007 - Pioggia e luce EP (EP CD, Marsiglia Records)
- 2009 - Fabio Zuffanti (CD, AMS Records)
- 2009 - "Ir" (CDr, D'Oorhinge l'Orange)
- 2010 - Ghiaccio (CD, Mellow Records)
- 2011 - La foce del ladrone (CD, Spirals Records/Long Song Records/Audioglobe)
- 2014 - La quarta vittima (CD, AMS Records)
- 2014 - Il mondo che era mio - Live in studio 2014 (CD, AMS Records) (Dal vivo in studio, a nome "Zuffanti & ZBand")
- 2017 - Amore onirico EP (Cassetta, AMS Records)
- 2019 - In/Out (CD+LP, AMS Records)
- 2024 - Hjarta (Digital, Spirals Records)

### Finisterre
- 1994 - Finisterre (CD+2LP, Mellow Records)
- 1996 - In limine (CD, Mellow Records)
- 1998 - Live - Ai margini della terra fertile (CD, Mellow Records) (Dal vivo)
- 1999 - In ogni luogo (CD, Iridea Records, ristampato nel 2010 da AMS Records con bonus tracks)
- 2000 - Live at Progday 1997 (CD, Proglodite Records) (Dal vivo)
- 2001 - Storybook (CD, Moonjune Records) (Ristampa rimasterizzata di "Live at Progday 1997" con un pezzo aggiunto e nuova copertina)
- 2002 - Harmony of the spheres (2CD, Mellow Records) (Antologia di rarità)
- 2004 - La meccanica naturale (CD, Immaginifica Records)
- 2019 - Finisterre XXV (CD+2LP, AMS Records)

### Hostsonaten
- 1997 - Hostsonaten (CD, Mellow Records)
- 1998 - Mirrorgames (CD, Mellow Records, ristampato nel 2010 da Mirror label con copertina diversa e bonus track)
- 2002 - Seasoncycle part IV: Springsong (CD, Sublime Label, ristampato nel 2011 da AMS Records in versione remaster/remix con copertina diversa)
- 2008 - Seasoncycle part III: Winterthrough (CD+LP, AMS Records)
- 2009 - Seasoncycle part II: Autumnsymphony (CD, AMS Records)
- 2011 - Seasoncycle part I: Summereve (CD, AMS Records)
- 2012 - The rime of the ancient mariner - Chapter one (CD, AMS Records)
- 2013 - The rime of the ancient mariner - Alive in theatre (CD+DVD) (AMS Records)
- 2016 - Symphony #1: Cupid & Psyche (CD+LP, AMS Records)

### La maschera di cera
- 2002 - La maschera di cera (CD, Mellow Records, ristampato nel 2011 in CD e LP da Mirror records/BTF)
- 2003 - Il grande labirinto (CD, Mellow Records, ristampato nel 2012 da Mirror records/BTF)
- 2004 - In concerto (CD, Mellow Records, ristampato nel 2010 da Mirror records/BTF)
- 2006 - LuxAde (CD, Immaginifica Records)
- 2010 - Petali di fuoco (CD, Aereostella/Edel)
- 2013 - Le porte del domani (CD+LP, AMS Records)
- 2013 - The gates of tomorrow (CD, AMS Records) (Versione in inglese de "Le porte del domani")
- 2020 - S.E.I. (CD+LP, AMS Records)

### Quadraphonic
- 1999 - Tecnicolor2100 (Mini CDr, Spirals Records)
- 2000 - Third Ear Band Demixed (CDr, Spirals Records)
- 2001 - Sei paesaggi nella pioggia (Mini CDr, Spirals Records)
- 2002 - Il giorno sottile (CD, Mellow Records)
- 2003 - Le fabbriche felici (CDr, Spirals Records)
- 2005 - Gennaio senza luce (CDr, Spirals Records)

### Fabio Zuffanti e Victoria Heward
- 2000 - Merlin - The Rock Opera (2CD, Iridea Records, ristampato nel 2010 da AMS Records in versione remaster/remix con copertina diversa)

### laZona
- 2003 - Le notti difficili (CD, Mellow Records)

### Rohmer
- 2008 - Rohmer (CD, AMS Records)

### Aries
- 2005 - Aries (CD, Mellow Records)
- 2010 - Double Reign (CD, AMS Records)

### Buc-ur
- 2007 - Beol (Mini CDr, Spirals Records)

### R.U.G.H.E.
- 2009 - Niente Records Volume 3 (CDr, Niente Records)

### L'Ombra della sera
- 2012 - L'Ombra della sera (CD, AMS Records)

### La Curva Di Lesmo
- 2015 - La Curva Di Lesmo (CD+LP, AMS Records)

### Boris Valle e Fabio Zuffanti
- 2013 - Boris Valle & Fabio Zuffanti (Digital, AMS Records)

### Antonio Moresco e Fabio Zuffanti
- 2019 - Camminare da solo, di notte (CD, AMS Records)

### Tommaso Labranca e Fabio Zuffanti
- 2008 - Appelsina (Reading, inedito su disco)
- 2010 - Una zampa più corta (Reading, inedito su disco)

### Wu Ming e Fabio Zuffanti
- 2007 - Musica per Manituana (https://www.manituana.com/documenti/78/8306)

### Produzioni per altri artisti
- 2013 - Oxhuitza - Oxhuitza (Mirror Records)
- 2013 - Unreal City - La crudeltà di aprile (Mirror Records)
- 2016 - Il Paradiso Degli Orchi - Il corponauta (AMS Records)
- 2017 - Cellar Noise - Alight (AMS Records)
- 2017 - Isproject - The Archinauts (AMS Records)
- 2018 - Il Sentiero Di Taus - Macrocosmosi (Lizard Records)
- 2020 - Sintonia Distorta - A piedi nudi sull'arcobaleno (Lizard Records)
- 2020 - Mesmerising - The Clutters Storyteller (Lizard Records)

### Collaborazioni
- 1995 - The Ancient Veil - The ancient veil (Mellow Records). Autore dei testi
- 2004 - Zaal - La lama sottile (Mellow Records). Bassista
- 2009 - Daal - Daal (Mellow Records). Bassista
- 2010 - Giancarlo Onorato – Sangue Bianco (Lilium Produzioni). Tastierista
- 2012 - Luca Scherani - Everybody's waiting (AMS Records). Bassista
- 2012 - Maurizio Di Tollo - L'uomo trasparente (AMS Records). Voce recitante
- 2016 - Il Paradiso Degli Orchi - Il corponauta (AMS Records). Voce recitante
- 2017 - Christadoro - Christadoro (AMS Records). Bassista
- 2017 - Basta! - Elemento antropico (Lizard Records). Voce recitante
- 2018 - The Ancient Veil - Rings of earthly... live (Lizard Records). Chitarrista
- 2018 - Andrea Tich & Le strane canzoni - Parlerò dentro te (Dischi di Plastica/Goodfellas/M.P.& Records). Bassista
- 2019 - Banda Belzoni - The Soundtrack (Ma.ra.cash). Voce.
- 2020 - Mesmerising - The Clutters Storyteller (Lizard Records). Bassista.
- 2023 - Andrea Orlando - La Scienza delle Stagioni (Self production). Bassista.